# Ваннус, Саадалла
Саадалла Ваннус (Уаннус) (араб. سعدالله ونوس‎, 27 марта 1941, Хусейн аль-Бахр — 15 мая 1997, Дамаск) — сирийский арабоязычный писатель, драматург.

## Биография
Саадалла Ваннус родился в небольшой деревушке Хусейн аль-Бахр, неподалеку от г. Тартус. Начальное и среднее образование получил в Латакии. Изучал журналистику в Каирском университете. Работал журналистом в сирийской газете «Аль-Баас» и в ливанской — «Ас-Сафир», вел рубрики по культуре и искусству. В течение ряда лет занимал должность директора департамента по музыке и театру в Министерстве культуры Сирии. В конце 60-х годов XX века изучал театральное искусство в Париже, познакомился с современными течениями, направлениями, школами европейского театра. После возвращения в Сирию целиком посвящает себя драматургии и созданию нового сирийского театра. В конце 70-х Ваннус помог основать и впоследствии преподавал в Высшем институте театрального искусства в Дамаске. Он также начал издавать журнал «Театральная жизнь» (Хаййат аль-Мисрах), главным редактором которого он был в течение многих лет. Умер в 1997 году от рака, с которым боролся в течение пяти последних лет жизни.

## Семья
Дочь — Дима Ваннус — журналистка, писатель, новеллист.

## Творчество
В 1966 году в Дамаске выходит первый сборник его пьес под названием «Истории группы памятников», в который вошли несколько коротких пьес — «Трагедия бедного продавца патоки», «Неизвестный пророк на поминках Антигоны», «Труп на тротуаре», «Саранча», «Когда играют мужчины» и др. Желание попробовать свои силы в режиссуре привело Ваннуса к созданию в 1966 году театральной труппы «Театр», объединившей молодых актеров-единомышленников. В конце 60-х годов XX века, после поражения арабов в «шестидневной» войне с Израилем в 1967 году, зародился арабский политический театр. Пьеса «Вечеринка по случаю 5 июня» написана как отклик на события «шестидневной» войны. Она была опубликована в Дамаске в 1968 году, когда Саадалла Ваннус с дипломом магистра театральных искусств вернулся из Парижа.
В 1969 году Ваннус вместе с группой арабских драматургов призвал к проведению в Дамаске арабского фестиваля театрального искусства, в котором позднее приняли участие драматурги со всего арабского мира. На этом фестивале он представил свой новый проект: «Театр политизации», чтобы заменить традиционный «политический театр». Он хотел, чтобы театр играл более позитивную роль в процессе социальных и политических перемен. Его перу принадлежат также пьесы «Слон, ваше величество» (1969), «Приключения головы мамлюка Джабера» (1971), «Король есть король» (1977) и «Путешествие Ханзалы от сна к сознанию» (1978).
В 1982 году, после израильской блокады Бейрута, он пережил период шока, отойдя от творчества на десять лет. Возвращаясь к сочинениям в начале 1990-х, Ваннус представил в арабский театр серию пьес, не менее политических, чем написанные ранее, начиная с «Изнасилования» (1990), пьесы об арабо-израильском конфликте. Его перу принадлежат также пьесы «Фрагменты из истории» (1994), «Ритуалы знаков и трансформаций» (1994), «Несчастные сны» (1995), «День нашего времени» (1995) и, наконец, «Мираж эпический» (1996).
В 1996 году он был выбран ЮНЕСКО и Международным институтом театра, чтобы представить обращение этого года мировому театральному сообществу во время празднования Международного дня театра 27 марта. и стал первым арабским писателем, выступившим в этом качестве с момента провозглашения празднования Международного дня театра в 1963 году.
Пьеса «Приключения головы мамлюка Джабера» была поставлена на сцене Московского областного театра драмы выпускником ГИТИСа, сирийским режиссером и журналистом Акрамом Хузамом в 1984 году.

## Переводы на русский язык
- Саадалла Ваннус. Голова мамлюка Джабера и другие пьесы. М., Радуга, 1984. Составление и перевод с арабского Т. Путинцевой и Т. Муаззена.

## О творчестве
- Власова О. А. Театр Саадаллы Ваннуса//Памир, Душанбе, 1989, № 4, с. 147—154.